# Ngũ gia bì chân chim
Chân chim bảy lá còn có tên là chân chim tám lá (PHH), đáng (PHH), lằng (danh pháp khoa học: Schefflera heptaphylla), là một loài thực vật có hoa trong Họ Cuồng cuồng (Araliaceae). Cây mọc hoang và được trồng ở nhiều địa phương tại Việt Nam. Loài này được (L.) Frodin mô tả khoa học đầu tiên năm 1990 publ. 1991. Cây có thể thường bị nhầm lẫn với tên gọi trong tiếng Việt loài Schefflera arboricola dùng làm cây cảnh cũng thường được gọi là ngũ gia bì (tuy nhiên đây là 1 tên sai).
Tên gọi "ngũ gia bì chân chim" là 1 tên gọi sai lầm vì nó là 1 loại cây chân chim (cụ thể là Chân chim bảy lá) thuộc họ Ngũ gia (gọi Ngũ gia bì là sai lầm vì ngũ gia bì là vị thuốc từ cây Ngũ gia). Họ Ngũ gia là lấy theo tên gọi của chi Ngũ gia.

## Mô tả
Loài này có dạng thân gỗ, có kích thước nhỏ đến trung bình, cao tới hơn 10m đến 15m. Lá kép chân vịt, gồm 6- 8 lá chét, mọc so le, cuống có bẹ dài 8–35 cm. Cụm hoa chùm tụ tán, mọc ở kẽ lá hay đầu cành; hoa nhỏ, màu trắng. Quả mọng, hình cầu, khi chín màu tím đen, đường kính 3-4mm. Hoa nở từ mùa thu thu đến đầu đông, sau đó là kết trái. Đây là loài bán rụng lá hoặc thường xanh.

## Phân bố
Loài này phân bố rộng rãi ở Việt Nam, miền nam Trung Quốc (Phúc Kiến, Quảng Đông, Quảng Tây, Quý Châu, Hồ Nam, Giang Tây, Tây Tạng, Vân Nam, Chiết Giang), Đài Loan, và Hồng Kông, Thái Lan Ấn Độ, Malaysia, Nhật Bản (kyushu, quần đảo Ryukyu). Chúng phân bố ở độ cao từ 100m lên đến 2100m.

## Thành phần hoá học chính
Saponin, tinh dầu.

## Công dụng
Dùng làm thực phẩm
Miền tây Thanh Hóa, Nghệ An thường dùng lá cây Ngũ gia bì châm chim với tên gọi rau Lằng làm rau ăn sống hoặc nấu canh với cá, thịt. Canh lá Lằng là món ẩm thực văn hóa đặc biệt của đồng bào miền núi phía tây Thanh Hóa, Nghệ An.
Dùng trong dược liệu
Loài này có tác dụng kháng virus, chữa cảm lạnh thông thường đau lưng, nhức xương, tê bại tay chân, phù thũng. Bộ phận dùng là vỏ thân, lá. Ngày dùng 10-20g, dạng thuốc sắc hoặc ngâm rượu.